# Вільбоа Костянтин Петрович
Костянтин Петрович Вільбоа (Villebois) (нар. 17 травня 1817, Санкт-Петербург — 30 червня 1882, Варшава) — російський композитор.

## Біографія
Систематичного музичної освіти не отримав. Виховувався у Другому Санкт-Петербурзькому кадетському корпусі, був регентом хору учнів. У 1853—1854 керував співочим хором та бальним оркестром лейб-гвардії Павловського полку. У 1856 спільно з О. М. Островським і В. П. Енгельгардтом брав участь у фольклорній експедиції по Волзі. З 2-ї половини 60-х рр.. жив у Харкові, де організував безкоштовну музичну школу «для дітей всіх станів», читав лекції з історії та теорії музики в університеті, був диригентом оперного театру та приватного оркестру. З 1867 служив у Варшаві. Був знайомий з М. І. Глінкою, О. С. Даргомижським, критиком А. О. Григор'євим. Вільбоа належать клавіраусцуги двох опер Глінки і перекладення для фортепіано в 4 руки його «Камаринської».

## Твори
Вільбоа — автор популярних свого часу пісень та побутових романсів, в тому числі героїко-романтичного дуету «Моряки» («Нелюдимо наше море», сл. М. M. Язикова), «Думка» (сл. Т. Г. Шевченка), «На повітряному океані» (сл. М. Ю. Лермонтова). Вільбоа належать: опери — «Наташа, або Волзькі розбійники» (1861, Большой театр, Москва), «Тарас Бульба», «Циганка» (обидві не видані); Музика до драми «Псковитянка» Мея (1864, Олександрінський театр, Петербург). Цінність представляють обробки народних пісень — «Російські народні пісні» під ред. А. О. Григор'єва (1860, 2-е вид. 1894), «Російські романси та народні пісні» (1874, 2-е вид. 1889), перекладення пісень для різних інструментів («150 російських народних пісень») та ін.